# Saint-Montan
Saint-Montan – miejscowość i gmina we Francji, w regionie Owernia-Rodan-Alpy, w departamencie Ardèche.
Według danych na rok 1990 gminę zamieszkiwało 1207 osób, a gęstość zaludnienia wynosiła 36 osób/km² (wśród 2880 gmin regionu Rodan-Alpy Saint-Montan plasuje się na 681. miejscu pod względem liczby ludności, natomiast pod względem powierzchni na miejscu 168.).

## Populacja

Populacja Saint-Montan w latach 1962-2008